# أطفال الذرة: التكوين
أطفال الذرة: التكوين (بالإنجليزية: Children of the Corn: Genesis)‏ هو فيلم رعب أمريكي تم انتاجه في سنة 2011 وهو من إخراج جويل سويسون وبطولة كيلين كولمان وباربارا نيدلجاكوفا وتيم روك ودواين ويتاكير وبيلي دراغو. الفيلم يتكلم عن قصة تيم وآلي وبعد ضياعهم يحاولون العثور على ملجأ في بيت في المزرعة. يتعرفون على واعظ هناك ويسمح لهم بالدخول، تكتشف آلي بعد ذلك أن الواعظ يمارس طقوس غريبة في الموقف فتحاول اقناع تيم بذلك.